# Теннесси Волонтирс (баскетбол)
Теннесси Волонтирс (англ. Tennessee Volunteers) — студенческая баскетбольная команда, представляющая Университет Теннесси в первом баскетбольном мужском дивизионе NCAA. Располагается в Ноксвилле (штат Теннесси). Команда выступает в Юго-Восточной конференции. Домашние игры «Волонтирс» проводят в «Томпсон-Болинг Арена».

## Закреплённые номера
| №  | Игрок          | Позиция | Годы      |
| -- | -------------- | ------- | --------- |
| 14 | Дейл Эллис     | АЗ      | 1979–1983 |
| 20 | Аллан Хьюстон  | АЗ      | 1989–1993 |
| 22 | Эрни Грюнфельд | ЛФ      | 1973–1977 |
| 53 | Бернард Кинг   | ЛФ      | 1974–1977 |

## Действующие игроки выступающие в НБА
- Джордан Макрей
- Тобиас Харрис
- Джош Ричардсон

## Достижения
- Четвертьфиналист NCAA: 2010
- 1/8 NCAA: 1967, 1981, 2000, 2007, 2008, 2010, 2014, 2019
- Участие в NCAA: 1967, 1976, 1977, 1979, 1980, 1981, 1982, 1983, 1989, 1998, 1999, 2000, 2001, 2006, 2007, 2008, 2009, 2010, 2011, 2014, 2018, 2019
- Победители турнира конференции: 1936, 1941, 1943, 1979
- Победители регулярного чемпионата конференции: 1936, 1941, 1943, 1967, 1972, 1977, 1982, 2000, 2008, 2018